# Donax hanleyanus
Donax hanleyanus (nomeada, em inglês, wedge shell, um nome geral para sua família; em castelhano, na América do Sul, berberecho austral, simplesmente berberecho ou almeja mariposa; em português, no Brasil, moçambique, cernambi – Segundo o Dicionário Aurélio a denominação "cernambi" é dada especialmente para Anomalocardia flexuosa; ainda citando Amarilladesma mactroides e Erodona mactroides sob tal nome, com o Dicionário Houaiss mudando sua grafia para sernambi (ou sarnambi) e acrescentando, além de Donax hanleyanus, também Tivela mactroides, Eucallista purpurata e Phacoides pectinatus – beguaba – Do tupi mbaé uaba, coisa para comer – , beguara, beguira, peguaba, apeguava, peguira, pregoava, sapatinho, nanini e borboleta; aparentada à conquilha portuguesa) é uma espécie de molusco Bivalvia, marinha e litorânea, da família Donacidae e gênero Donax, classificada por Rodolfo Amando Philippi em 1847. Habita as costas da região sudeste do Brasil, no oeste do Atlântico, do Espírito Santo até a região sul do Brasil e Argentina, enterrando-se na areia da zona entremarés das praias de declive suave. Eurico Santos afirma que "logo que se vê perseguida enterra-se na areia molhada", sendo capaz de escavar rapidamente. É usada para a alimentação humana, no Brasil e na Argentina, e pode ser encontrada em sambaquis, do Rio de Janeiro até o Rio Grande do Sul. Em Donax hanleyanus não é possível distinguir o sexo ou o estágio de maturidade sexual apenas pela observação externa das gônadas, o que demonstra o pouco dimorfismo sexual da espécie.

## Descrição da concha
Donax hanleyanus possui concha trigonal-cuneiforme e alongada, truncada e mais esculpida em seu extremo posterior, com 2.3 centímetros de comprimento, quando bem desenvolvida. Suas valvas são amarelo-acinzentadas, azuladas ou brancas, com manchas variáveis, geralmente lineares e mais ou menos alargadas, que vão do purpúreo ao castanho e que partem do umbo em direção à periferia; possuindo superfície esculturada com bem finas costelas radiais. Interior das valvas também manchado. Perióstraco fino e amarelado.

## Etimologia dehanleyanus
A etimologia de hanleyanus é uma homenagem a Sylvanus Charles Thorp Hanley, um malacólogo britânico que descreveu diversas espécies de Donax em anos imediatamente anteriores à descrição de Philippi, na década de 1840.

## Opinião 1372ː ICZN
Segundo Eliezer de Carvalho Rios, a denominação Donax hilairea, dada por Guérin no ano de 1832, não fora usada por mais de cem anos, sendo suprimida pela Comissão Internacional de Nomenclatura Zoológica (ICZN) na Opinião 1372. Morrison, em 1971, colocara esta espécie, Donax hanleyanus, na sinonímia de Donax hilairea, e Narchi, em 1975, apresentou uma defesa para a conservação do nome Donax hanleyanus, na ICZN.

## Dicionário dos animais do Brasil
Rodolpho von Ihering, no seu Dicionário dos animais do Brasil (1968), cita a nomenclatura peguaba ou peguira para outra espécie, Donax rugosus Linnaeus, 1758 (por ele chamada Donax rugosa, na página 514), sendo esta uma espécie do litoral leste do Atlântico, na África, incluindo Angola.

## Ameaça
Embora seja uma espécie comum, em 2018 Donax hanleyanus foi colocada no Livro Vermelho do ICMBio; considerada uma espécie pouco preocupante (LC), com a conclusão desta avaliação feita em 2012.